# Aue (Bad Berleburg)
Aue is een plaats in de Duitse gemeente Bad Berleburg, deelstaat Noordrijn-Westfalen, en telt 980 inwoners (2007). Aue ligt aan de Uerdinger Linie, in het traditionele gebied van het Hoogduits.

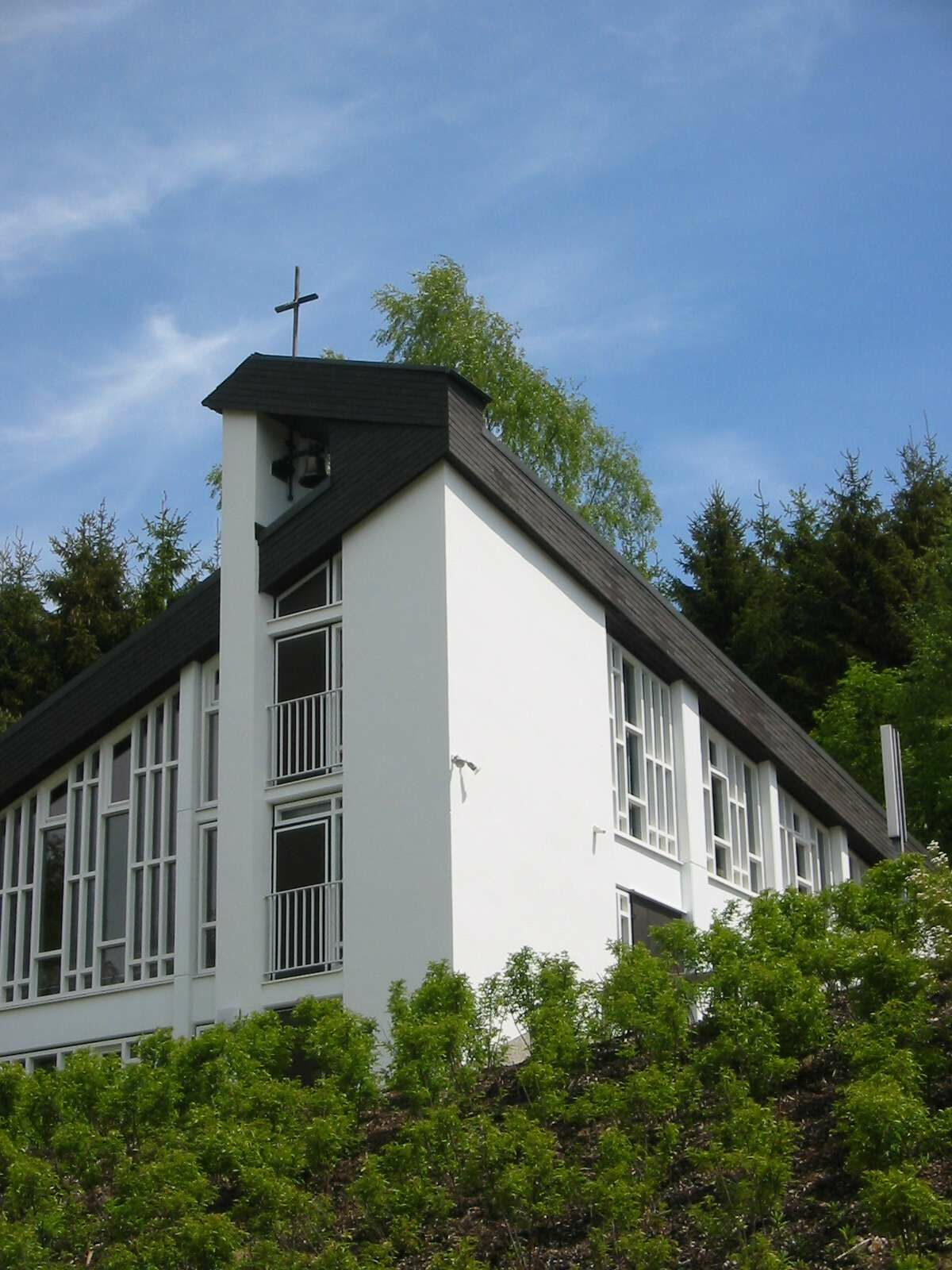
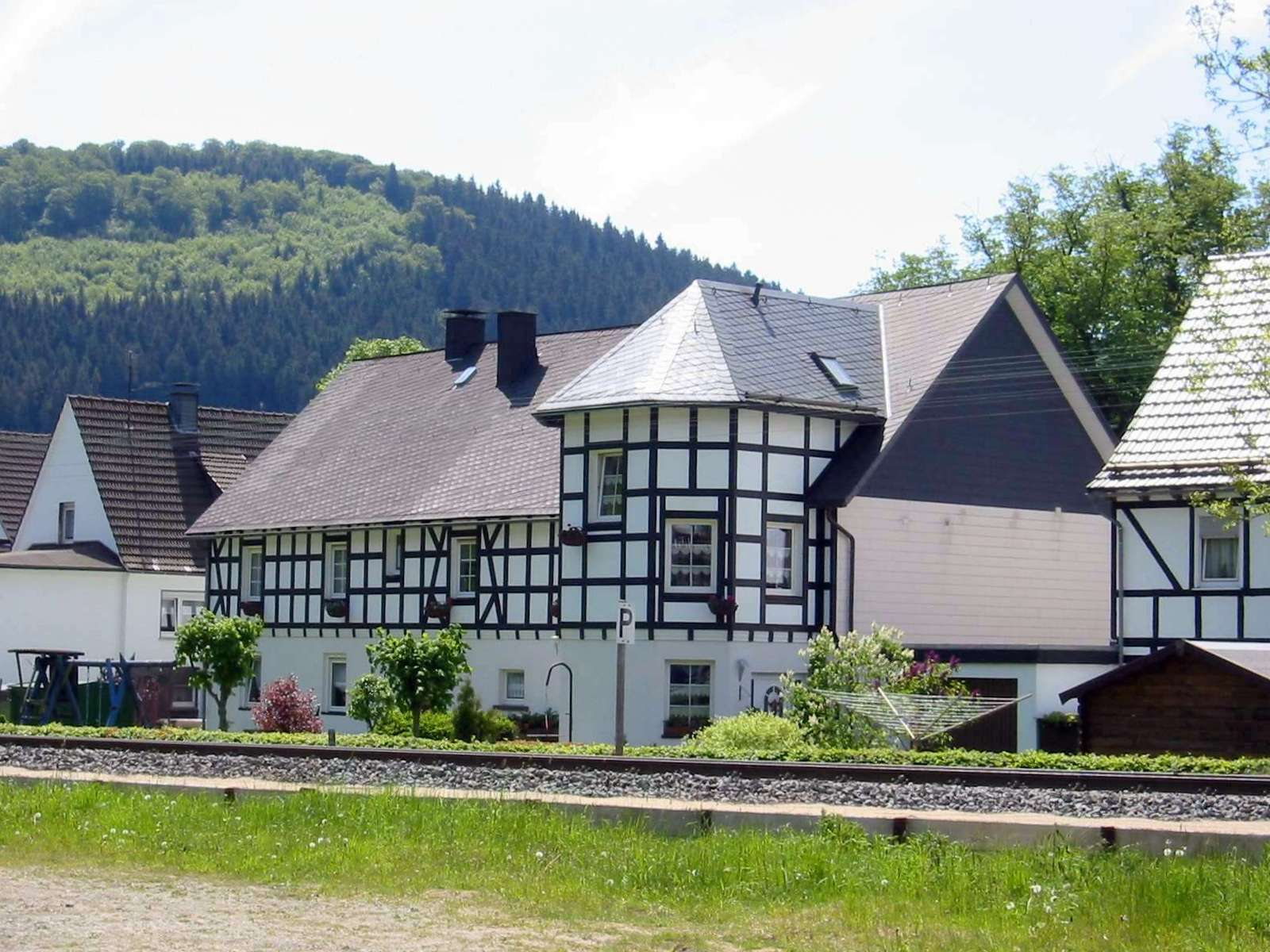
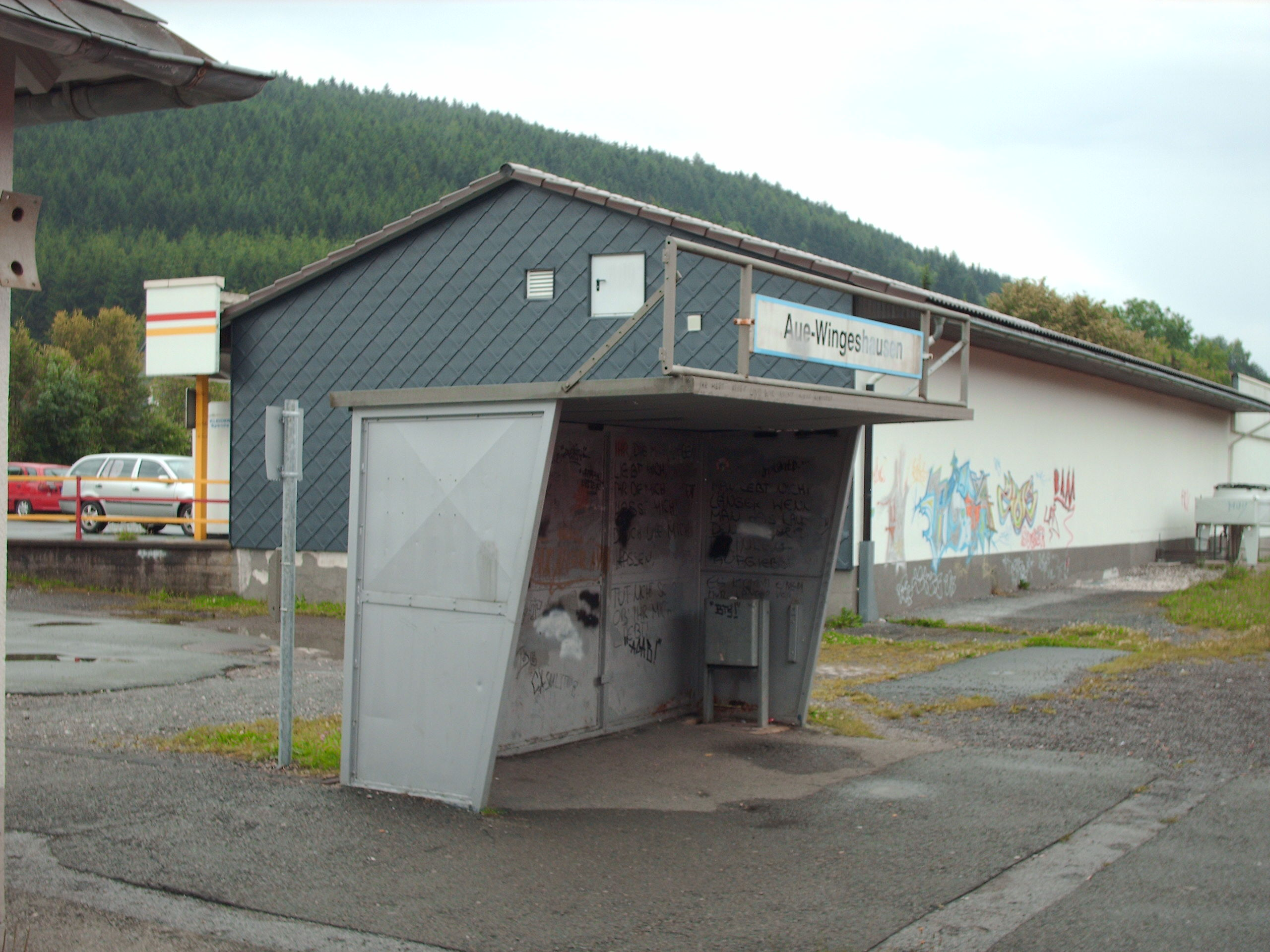